# Måneskin/Auszeichnungen für Musikverkäufe

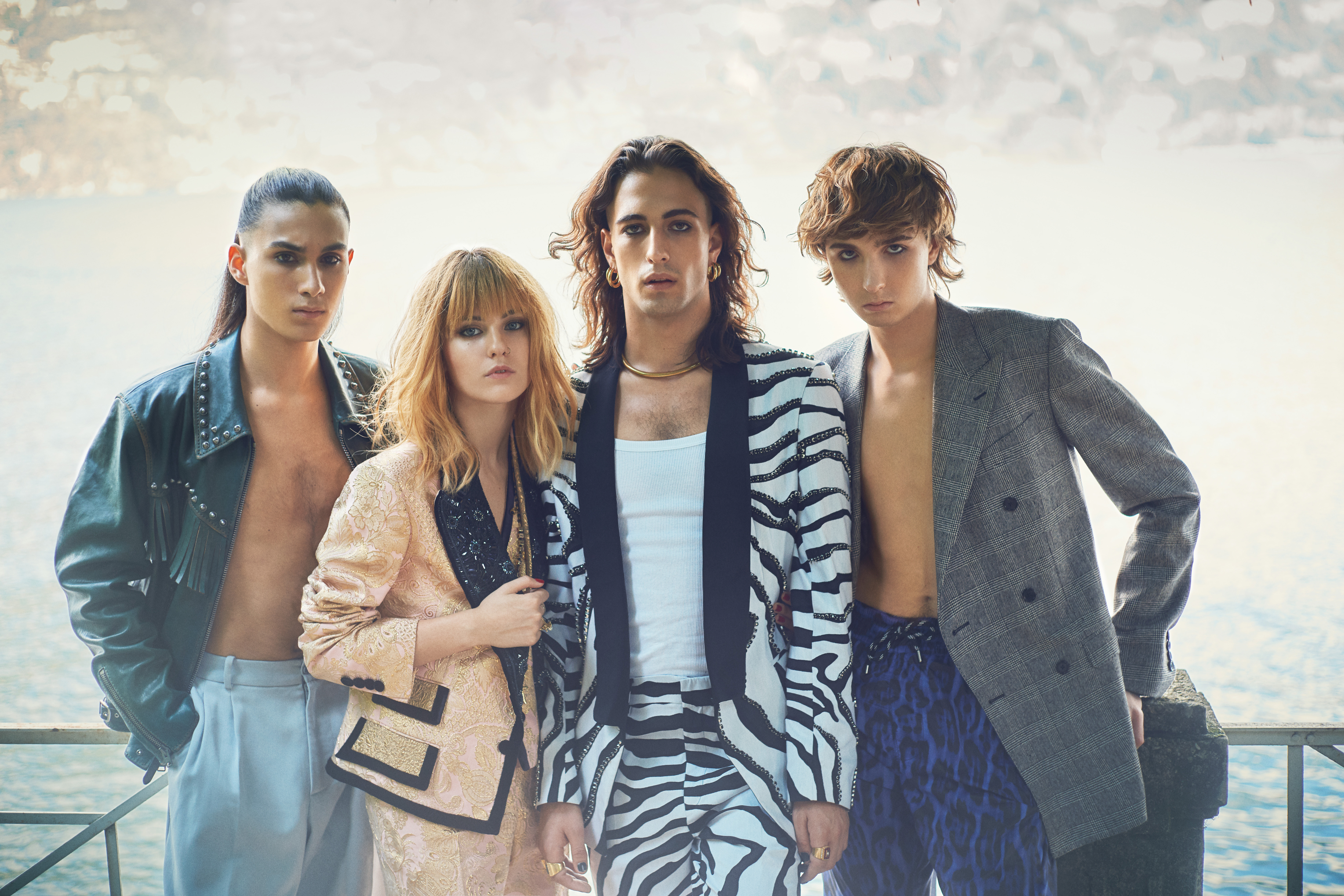
Måneskin (2018)

Dies ist eine Übersicht über die Auszeichnungen für Musikverkäufe der italienischen Rockband Måneskin. Die Auszeichnungen finden sich nach ihrer Art (Gold, Platin usw.), nach Staaten getrennt in chronologischer Reihenfolge, geordnet sowie nach den Tonträgern selbst, ebenfalls in chronologischer Reihenfolge, getrennt nach Medium (Alben, Singles usw.), wieder.

## Auszeichnungen
| - Vereinigtes Königreich - 2022: für die Single Zitti e buoni - 2024: für das Album Rush! - 2025: für die Single Supermodel - Brasilien - 2023: für das Album Rush! - 2023: für die Single Gossip - 2023: für die Single Mammamia - 2023: für die Single Morirò da re - 2023: für die Single Torna a casa - Dänemark - 2022: für das Album Chosen - 2025: für die Single Zitti e buoni - Deutschland - 2023: für die Single Zitti e buoni - Finnland - 2021: für die Single Beggin’ - Frankreich - 2023: für das Album Teatro d’ira – Vol. I - 2023: für die Single Zitti e buoni - 2024: für das Lied Valentine - 2024: für das Album Chosen - 2024: für die Single Gossip - 2025: für die Single Honey! (Are U Coming?) - Griechenland - 2022: für die Single Supermodel - Irland - 2021: für die Single I Wanna Be Your Slave - Italien - 2019: für das Lied Somebody Told Me - 2019: für das Lied Recovery - 2021: für die Single Fear for Nobody - 2021: für das Lied Let’s Get It Started - 2021: für das Lied Are You Ready? - 2023: für das Lied La paura del buio - 2024: für die Single Honey! (Are U Coming?) - 2024: für das Lied Baby Said - Kanada - 2022: für das Album Chosen - 2022: für die Single Supermodel - Malaysia - 2021: für die Single Beggin’ - Mexiko - 2025: für die Single Zitti e buoni - 2025: für die Single Mammamia - Neuseeland - 2022: für das Album Chosen - 2025: für das Album Teatro d’ira – Vol. I - Niederlande - 2021: für die Single Zitti e buoni - 2022: für das Album Teatro d’ira – Vol. I - Österreich - 2023: für die Single The Loneliest - 2024: für die Single Gossip - Polen - 2023: für die Single Mammamia - 2023: für die Single Torna a casa - Portugal - 2021: für die Single Zitti e buoni - Schweden - 2022: für die Single Supermodel - Schweiz - 2021: für die Single Beggin’ - 2022: für die Single Supermodel - 2023: für die Single The Loneliest - Spanien - 2023: für das Album Teatro d’ira – Vol. I - 2024: für das Lied Coraline - 2024: für das Album Rush! - 2024: für die Single Supermodel - 2024: für die Single The Loneliest - 2025: für die Single Gossip - Türkei - 2021: für die Single I Wanna Be Your Slave - 2021: für die Single Zitti e buoni - Vereinigte Staaten - 2025: für die Single Gossip - 2025: für die Single Supermodel | - Australien - 2021: für die Single I Wanna Be Your Slave - Belgien - 2022: für die Single Beggin’ - 2022: für die Single I Wanna Be Your Slave - 2022: für die Single Zitti e buoni - 2023: für die Single The Loneliest - 2024: für das Album Rush! - Brasilien - 2023: für das Album Teatro d’ira – Vol. I - 2023: für die Single Supermodel - 2023: für das Lied Coraline - 2023: für die Single Zitti e buoni - Dänemark - 2022: für die Single Beggin’ - 2023: für die Single I Wanna Be Your Slave - 2025: für das Album Teatro d’ira – Vol. I - Deutschland - 2022: für die Single I Wanna Be Your Slave - Finnland - 2021: für die Single I Wanna Be Your Slave - 2021: für die Single Zitti e buoni - Frankreich - 2023: für die Single Supermodel - 2024: für das Lied Baby Said - Griechenland - 2021: für die Single I Wanna Be Your Slave - Irland - 2021: für die Single Zitti e buoni - Italien - 2019: für das Lied L’altra dimensione - 2021: für das Lied Le parole lontane - 2024: für das Lied Vengo dalla luna - 2024: für die Single Gossip - Mexiko - 2023: für die Single I Wanna Be Your Slave - Neuseeland - 2021: für die Single Beggin’ - Norwegen - 2022: für die Single Zitti e buoni - 2022: für das Album Teatro d’ira – Vol. I - 2022: für die Single Beggin’ - 2022: für die Single I Wanna Be Your Slave - Österreich - 2022: für die Single Zitti e buoni - 2023: für die Single Supermodel - Polen - 2022: für die Single Mammamia - 2023: für die Single Supermodel - 2023: für die Single The Loneliest - 2024: für das Lied Baby Said - 2024: für das Album Il ballo della vita - 2024: für das Lied Coraline - 2024: für die Single Honey! (Are U Coming?) - 2024: für das Album Chosen - Portugal - 2021: für die Single I Wanna Be Your Slave - Schweden - 2022: für das Album Teatro d’ira – Vol. I - Schweiz - 2021: für die Single Zitti e buoni - Spanien - 2022: für die Single I Wanna Be Your Slave - 2023: für die Single Zitti e buoni - Ungarn - 2023: für das Album Rush! - 2023: für die Single Supermodel - 2023: für die Single Gossip - Vereinigte Staaten - 2023: für die Single I Wanna Be Your Slave - Vereinigtes Königreich - 2022: für die Single Beggin’ - 2022: für die Single I Wanna Be Your Slave | - Deutschland - 2023: für die Single Beggin’ - Brasilien - 2023: für die Single The Loneliest - Frankreich - 2024: für das Album Rush! - Griechenland - 2022: für die Single Beggin’ - Italien - 2018: für die Single Chosen - 2021: für die Single Vent’anni - 2022: für das Lied Coraline - 2023: für die Single Supermodel - 2024: für das Album Rush! - Polen - 2023: für die Single Zitti e buoni - 2024: für die Single Gossip - Schweden - 2022: für die Single Beggin’ - 2022: für die Single I Wanna Be Your Slave - 2022: für die Single Zitti e buoni - Ungarn - 2024: für die Single The Loneliest - Griechenland - 2025: für die Single Zitti e buoni - Italien - 2019: für die Single Morirò da re - 2022: für das Album Chosen - 2024: für die Single The Loneliest - Kanada - 2023: für die Single I Wanna Be Your Slave - Österreich - 2022: für die Single Beggin’ - 2024: für die Single I Wanna Be Your Slave - Polen - 2024: für das Album Teatro d’ira – Vol. I - 2024: für das Album Rush! - Portugal - 2022: für die Single Beggin’ - Spanien - 2024: für die Single Beggin’ - Australien - 2022: für die Single Beggin’ - Italien - 2023: für die Single I Wanna Be Your Slave - 2024: für die Single Beggin’ - Polen - 2024: für die Single I Wanna Be Your Slave - 2024: für die Single Beggin’ - Vereinigte Staaten - 2024: für die Single Beggin’ - Italien - 2019: für die Single Torna a casa - 2021: für die Single Zitti e buoni - 2023: für das Album Il ballo della vita - 2023: für das Album Teatro d’ira – Vol. I - Kanada - 2023: für die Single Beggin’ - Russland - 2021: für die Single Zitti e buoni - Russland - 2021: für die Single I Wanna Be Your Slave - Russland - 2021: für die Single Beggin’ - Brasilien - 2023: für die Single I Wanna Be Your Slave - Frankreich - 2022: für die Single Beggin’ - 2023: für die Single The Loneliest - 2024: für die Single I Wanna Be Your Slave - Mexiko - 2023: für die Single Beggin’ - Brasilien - 2023: für die Single Beggin’ |

## Auszeichnungen nach Alben

### Chosen
| Land/Region       | Auszeichnungen für Musikverkäufe (Land/Region, Auszeichnung, Verkäufe) | Verkäufe |
| ----------------- | ---------------------------------------------------------------------- | -------- |
| Dänemark (IFPI)   | Gold                                                                   | 10.000   |
| Frankreich (SNEP) | Gold                                                                   | 50.000   |
| Italien (FIMI)    | 3× Platin                                                              | 150.000  |
| Kanada (MC)       | Gold                                                                   | 40.000   |
| Neuseeland (RMNZ) | Gold                                                                   | 7.500    |
| Polen (ZPAV)      | Platin                                                                 | 20.000   |
| Insgesamt         | 4× Gold · 4× Platin ·                                                  | 277.500  |

### Il ballo della vita
| Land/Region    | Auszeichnungen für Musikverkäufe (Land/Region, Auszeichnung, Verkäufe) | Verkäufe |
| -------------- | ---------------------------------------------------------------------- | -------- |
| Italien (FIMI) | 5× Platin                                                              | 250.000  |
| Polen (ZPAV)   | Platin                                                                 | 20.000   |
| Insgesamt      | 6× Platin ·                                                            | 270.000  |

### Teatro d’ira – Vol. I
| Land/Region          | Auszeichnungen für Musikverkäufe (Land/Region, Auszeichnung, Verkäufe) | Verkäufe |
| -------------------- | ---------------------------------------------------------------------- | -------- |
| Brasilien (PMB)      | Platin                                                                 | 40.000   |
| Dänemark (IFPI)      | Platin                                                                 | 20.000   |
| Frankreich (SNEP)    | Gold                                                                   | 50.000   |
| Italien (FIMI)       | 5× Platin                                                              | 250.000  |
| Neuseeland (RMNZ)    | Gold                                                                   | 7.500    |
| Niederlande (NVPI)   | Gold                                                                   | 20.000   |
| Norwegen (IFPI)      | Platin                                                                 | 20.000   |
| Polen (ZPAV)         | 3× Platin                                                              | 60.000   |
| Schweden (IFPI)      | Platin                                                                 | 30.000   |
| Spanien (Promusicae) | Gold                                                                   | 20.000   |
| Insgesamt            | 4× Gold · 12× Platin ·                                                 | 517.500  |

### Rush!
| Land/Region                  | Auszeichnungen für Musikverkäufe (Land/Region, Auszeichnung, Verkäufe) | Verkäufe |
| ---------------------------- | ---------------------------------------------------------------------- | -------- |
| Belgien (BRMA)               | Platin                                                                 | 20.000   |
| Brasilien (PMB)              | Gold                                                                   | 20.000   |
| Frankreich (SNEP)            | 2× Platin                                                              | 200.000  |
| Italien (FIMI)               | 2× Platin                                                              | 100.000  |
| Polen (ZPAV)                 | 3× Platin                                                              | 60.000   |
| Spanien (Promusicae)         | Gold                                                                   | 20.000   |
| Ungarn (MAHASZ)              | Platin                                                                 | 4.000    |
| Vereinigtes Königreich (BPI) | Silber                                                                 | 60.000   |
| Insgesamt                    | 1× Silber · 2× Gold · 9× Platin ·                                      | 484.000  |

## Auszeichnungen nach Singles

### Chosen
| Land/Region    | Auszeichnungen für Musikverkäufe (Land/Region, Auszeichnung, Verkäufe) | Verkäufe |
| -------------- | ---------------------------------------------------------------------- | -------- |
| Italien (FIMI) | 2× Platin                                                              | 100.000  |
| Insgesamt      | 2× Platin ·                                                            | 100.000  |

### Morirò da re
| Land/Region     | Auszeichnungen für Musikverkäufe (Land/Region, Auszeichnung, Verkäufe) | Verkäufe |
| --------------- | ---------------------------------------------------------------------- | -------- |
| Brasilien (PMB) | Gold                                                                   | 20.000   |
| Italien (FIMI)  | 3× Platin                                                              | 150.000  |
| Insgesamt       | 1× Gold · 3× Platin ·                                                  | 170.000  |

### Torna a casa
| Land/Region     | Auszeichnungen für Musikverkäufe (Land/Region, Auszeichnung, Verkäufe) | Verkäufe |
| --------------- | ---------------------------------------------------------------------- | -------- |
| Brasilien (PMB) | Gold                                                                   | 20.000   |
| Italien (FIMI)  | 5× Platin                                                              | 250.000  |
| Polen (ZPAV)    | Gold                                                                   | 25.000   |
| Insgesamt       | 2× Gold · 5× Platin ·                                                  | 295.000  |

### Fear for Nobody
| Land/Region    | Auszeichnungen für Musikverkäufe (Land/Region, Auszeichnung, Verkäufe) | Verkäufe |
| -------------- | ---------------------------------------------------------------------- | -------- |
| Italien (FIMI) | Gold                                                                   | 35.000   |
| Insgesamt      | 1× Gold ·                                                              | 35.000   |

### Vent’anni
| Land/Region    | Auszeichnungen für Musikverkäufe (Land/Region, Auszeichnung, Verkäufe) | Verkäufe |
| -------------- | ---------------------------------------------------------------------- | -------- |
| Italien (FIMI) | 2× Platin                                                              | 140.000  |
| Insgesamt      | 2× Platin ·                                                            | 140.000  |

### Beggin’
| Land/Region                  | Auszeichnungen für Musikverkäufe (Land/Region, Auszeichnung, Verkäufe) | Verkäufe  |
| ---------------------------- | ---------------------------------------------------------------------- | --------- |
| Australien (ARIA)            | 4× Platin                                                              | 280.000   |
| Belgien (BRMA)               | Platin                                                                 | 40.000    |
| Brasilien (PMB)              | 2× Diamant                                                             | 320.000   |
| Dänemark (IFPI)              | Platin                                                                 | 90.000    |
| Deutschland (BVMI)           | 3× Gold                                                                | 600.000   |
| Finnland (IFPI)              | Gold                                                                   | 20.000    |
| Frankreich (SNEP)            | Diamant                                                                | 333.333   |
| Griechenland (IFPI)          | 2× Platin                                                              | 40.000    |
| Italien (FIMI)               | 4× Platin                                                              | 400.000   |
| Kanada (MC)                  | 5× Platin                                                              | 400.000   |
| Malaysia (RIM)               | Gold                                                                   | 100.000   |
| Mexiko (AMPROFON)            | Diamant                                                                | 300.000   |
| Neuseeland (RMNZ)            | Platin                                                                 | 30.000    |
| Norwegen (IFPI)              | Platin                                                                 | 60.000    |
| Österreich (IFPI)            | 3× Platin                                                              | 90.000    |
| Polen (ZPAV)                 | 4× Platin                                                              | 200.000   |
| Portugal (AFP)               | 3× Platin                                                              | 30.000    |
| Russland (NFPF)              | 7× Platin                                                              | 70.000    |
| Schweden (IFPI)              | 2× Platin                                                              | 160.000   |
| Schweiz (IFPI)               | Gold                                                                   | 10.000    |
| Spanien (Promusicae)         | 3× Platin                                                              | 180.000   |
| Vereinigte Staaten (RIAA)    | 4× Platin                                                              | 4.000.000 |
| Vereinigtes Königreich (BPI) | Platin                                                                 | 600.000   |
| Insgesamt                    | 4× Gold · 47× Platin · 4× Diamant ·                                    | 8.353.333 |

### Zitti e buoni
| Land/Region                  | Auszeichnungen für Musikverkäufe (Land/Region, Auszeichnung, Verkäufe) | Verkäufe  |
| ---------------------------- | ---------------------------------------------------------------------- | --------- |
| Belgien (BRMA)               | Platin                                                                 | 40.000    |
| Brasilien (PMB)              | Platin                                                                 | 40.000    |
| Dänemark (IFPI)              | Gold                                                                   | 45.000    |
| Deutschland (BVMI)           | Gold                                                                   | 200.000   |
| Finnland (IFPI)              | Platin                                                                 | 40.000    |
| Frankreich (SNEP)            | Gold                                                                   | 100.000   |
| Griechenland (IFPI)          | 3× Platin                                                              | 60.000    |
| Irland (IRMA)                | Platin                                                                 | 15.000    |
| Italien (FIMI)               | 5× Platin                                                              | 350.000   |
| Mexiko (AMPROFON)            | Gold                                                                   | 70.000    |
| Niederlande (NVPI)           | Gold                                                                   | 40.000    |
| Norwegen (IFPI)              | Platin                                                                 | 60.000    |
| Österreich (IFPI)            | Platin                                                                 | 30.000    |
| Polen (ZPAV)                 | 2× Platin                                                              | 100.000   |
| Portugal (AFP)               | Gold                                                                   | 5.000     |
| Russland (NFPF)              | 5× Platin                                                              | 50.000    |
| Schweden (IFPI)              | 2× Platin                                                              | 160.000   |
| Schweiz (IFPI)               | Platin                                                                 | 20.000    |
| Spanien (Promusicae)         | Platin                                                                 | 60.000    |
| Türkei (Mü-YAP)              | Gold                                                                   | 25.000    |
| Vereinigtes Königreich (BPI) | Silber                                                                 | 200.000   |
| Insgesamt                    | 1× Silber · 8× Gold · 24× Platin ·                                     | 1.710.000 |

### I Wanna Be Your Slave
| Land/Region                  | Auszeichnungen für Musikverkäufe (Land/Region, Auszeichnung, Verkäufe) | Verkäufe  |
| ---------------------------- | ---------------------------------------------------------------------- | --------- |
| Australien (ARIA)            | Platin                                                                 | 70.000    |
| Belgien (BRMA)               | Platin                                                                 | 40.000    |
| Brasilien (PMB)              | Diamant                                                                | 160.000   |
| Dänemark (IFPI)              | Platin                                                                 | 90.000    |
| Deutschland (BVMI)           | Platin                                                                 | 400.000   |
| Finnland (IFPI)              | Platin                                                                 | 40.000    |
| Frankreich (SNEP)            | Diamant                                                                | 333.333   |
| Griechenland (IFPI)          | Platin                                                                 | 20.000    |
| Irland (IRMA)                | Gold                                                                   | 7.500     |
| Italien (FIMI)               | 4× Platin                                                              | 400.000   |
| Kanada (MC)                  | 3× Platin                                                              | 240.000   |
| Mexiko (AMPROFON)            | Platin                                                                 | 140.000   |
| Norwegen (IFPI)              | Platin                                                                 | 60.000    |
| Österreich (IFPI)            | 3× Platin                                                              | 90.000    |
| Polen (ZPAV)                 | 4× Platin                                                              | 200.000   |
| Portugal (AFP)               | Platin                                                                 | 10.000    |
| Russland (NFPF)              | 6× Platin                                                              | 60.000    |
| Schweden (IFPI)              | 2× Platin                                                              | 160.000   |
| Spanien (Promusicae)         | Platin                                                                 | 60.000    |
| Türkei (Mü-YAP)              | Gold                                                                   | 25.000    |
| Vereinigte Staaten (RIAA)    | Platin                                                                 | 1.000.000 |
| Vereinigtes Königreich (BPI) | Platin                                                                 | 600.000   |
| Insgesamt                    | 2× Gold · 34× Platin · 2× Diamant ·                                    | 4.205.833 |

### Mammamia
| Land/Region       | Auszeichnungen für Musikverkäufe (Land/Region, Auszeichnung, Verkäufe) | Verkäufe |
| ----------------- | ---------------------------------------------------------------------- | -------- |
| Brasilien (PMB)   | Gold                                                                   | 20.000   |
| Mexiko (AMPROFON) | Gold                                                                   | 70.000   |
| Italien (FIMI)    | Platin                                                                 | 100.000  |
| Polen (ZPAV)      | Gold                                                                   | 25.000   |
| Insgesamt         | 3× Gold · 1× Platin ·                                                  | 215.000  |

### Supermodel
| Land/Region                  | Auszeichnungen für Musikverkäufe (Land/Region, Auszeichnung, Verkäufe) | Verkäufe  |
| ---------------------------- | ---------------------------------------------------------------------- | --------- |
| Brasilien (PMB)              | Platin                                                                 | 40.000    |
| Frankreich (SNEP)            | Platin                                                                 | 200.000   |
| Griechenland (IFPI)          | Gold                                                                   | 10.000    |
| Italien (FIMI)               | 2× Platin                                                              | 200.000   |
| Kanada (MC)                  | Gold                                                                   | 40.000    |
| Österreich (IFPI)            | Platin                                                                 | 30.000    |
| Polen (ZPAV)                 | Platin                                                                 | 50.000    |
| Schweden (IFPI)              | Gold                                                                   | 40.000    |
| Schweiz (IFPI)               | Gold                                                                   | 10.000    |
| Spanien (Promusicae)         | Gold                                                                   | 30.000    |
| Ungarn (MAHASZ)              | Platin                                                                 | 4.000     |
| Vereinigte Staaten (RIAA)    | Gold                                                                   | 500.000   |
| Vereinigtes Königreich (BPI) | Silber                                                                 | 200.000   |
| Insgesamt                    | 1× Silber · 5× Gold · 7× Platin ·                                      | 1.354.000 |

### The Loneliest
| Land/Region          | Auszeichnungen für Musikverkäufe (Land/Region, Auszeichnung, Verkäufe) | Verkäufe |
| -------------------- | ---------------------------------------------------------------------- | -------- |
| Belgien (BRMA)       | Platin                                                                 | 40.000   |
| Brasilien (PMB)      | 2× Platin                                                              | 80.000   |
| Frankreich (SNEP)    | Diamant                                                                | 333.333  |
| Italien (FIMI)       | 3× Platin                                                              | 300.000  |
| Österreich (IFPI)    | Gold                                                                   | 15.000   |
| Polen (ZPAV)         | Platin                                                                 | 50.000   |
| Schweiz (IFPI)       | Gold                                                                   | 10.000   |
| Spanien (Promusicae) | Gold                                                                   | 30.000   |
| Ungarn (MAHASZ)      | 2× Platin                                                              | 8.000    |
| Insgesamt            | 3× Gold · 9× Platin · 1× Diamant ·                                     | 866.333  |

### Gossip
| Land/Region               | Auszeichnungen für Musikverkäufe (Land/Region, Auszeichnung, Verkäufe) | Verkäufe |
| ------------------------- | ---------------------------------------------------------------------- | -------- |
| Brasilien (PMB)           | Gold                                                                   | 20.000   |
| Frankreich (SNEP)         | Gold                                                                   | 100.000  |
| Italien (FIMI)            | Platin                                                                 | 100.000  |
| Österreich (IFPI)         | Gold                                                                   | 15.000   |
| Polen (ZPAV)              | 2× Platin                                                              | 100.000  |
| Spanien (Promusicae)      | Gold                                                                   | 30.000   |
| Ungarn (MAHASZ)           | Platin                                                                 | 4.000    |
| Vereinigte Staaten (RIAA) | Gold                                                                   | 500.000  |
| Insgesamt                 | 5× Gold · 4× Platin ·                                                  | 869.000  |

### Honey! (Are U Coming?)
| Land/Region       | Auszeichnungen für Musikverkäufe (Land/Region, Auszeichnung, Verkäufe) | Verkäufe |
| ----------------- | ---------------------------------------------------------------------- | -------- |
| Frankreich (SNEP) | Gold                                                                   | 100.000  |
| Italien (FIMI)    | Gold                                                                   | 50.000   |
| Polen (ZPAV)      | Platin                                                                 | 50.000   |
| Insgesamt         | 2× Gold · 1× Platin ·                                                  | 200.000  |

## Auszeichnungen nach Liedern

### Somebody Told Me
| Land/Region    | Auszeichnungen für Musikverkäufe (Land/Region, Auszeichnung, Verkäufe) | Verkäufe |
| -------------- | ---------------------------------------------------------------------- | -------- |
| Italien (FIMI) | Gold                                                                   | 25.000   |
| Insgesamt      | 1× Gold ·                                                              | 25.000   |

### Vengo dalla luna
| Land/Region    | Auszeichnungen für Musikverkäufe (Land/Region, Auszeichnung, Verkäufe) | Verkäufe |
| -------------- | ---------------------------------------------------------------------- | -------- |
| Italien (FIMI) | Platin                                                                 | 100.000  |
| Insgesamt      | 1× Platin ·                                                            | 100.000  |

### Let’s Get It Started
| Land/Region    | Auszeichnungen für Musikverkäufe (Land/Region, Auszeichnung, Verkäufe) | Verkäufe |
| -------------- | ---------------------------------------------------------------------- | -------- |
| Italien (FIMI) | Gold                                                                   | 35.000   |
| Insgesamt      | 1× Gold ·                                                              | 35.000   |

### Recovery
| Land/Region    | Auszeichnungen für Musikverkäufe (Land/Region, Auszeichnung, Verkäufe) | Verkäufe |
| -------------- | ---------------------------------------------------------------------- | -------- |
| Italien (FIMI) | Gold                                                                   | 25.000   |
| Insgesamt      | 1× Gold ·                                                              | 25.000   |

### Le parole lontane
| Land/Region    | Auszeichnungen für Musikverkäufe (Land/Region, Auszeichnung, Verkäufe) | Verkäufe |
| -------------- | ---------------------------------------------------------------------- | -------- |
| Italien (FIMI) | Platin                                                                 | 70.000   |
| Insgesamt      | 1× Platin ·                                                            | 70.000   |

### L’altra dimensione
| Land/Region    | Auszeichnungen für Musikverkäufe (Land/Region, Auszeichnung, Verkäufe) | Verkäufe |
| -------------- | ---------------------------------------------------------------------- | -------- |
| Italien (FIMI) | Platin                                                                 | 50.000   |
| Insgesamt      | 1× Platin ·                                                            | 50.000   |

### Are You Ready?
| Land/Region    | Auszeichnungen für Musikverkäufe (Land/Region, Auszeichnung, Verkäufe) | Verkäufe |
| -------------- | ---------------------------------------------------------------------- | -------- |
| Italien (FIMI) | Gold                                                                   | 35.000   |
| Insgesamt      | 1× Gold ·                                                              | 35.000   |

### Coraline
| Land/Region          | Auszeichnungen für Musikverkäufe (Land/Region, Auszeichnung, Verkäufe) | Verkäufe |
| -------------------- | ---------------------------------------------------------------------- | -------- |
| Brasilien (PMB)      | Platin                                                                 | 40.000   |
| Italien (FIMI)       | 2× Platin                                                              | 200.000  |
| Polen (ZPAV)         | Platin                                                                 | 50.000   |
| Spanien (Promusicae) | Gold                                                                   | 30.000   |
| Insgesamt            | 1× Gold · 4× Platin ·                                                  | 320.000  |

### La paura del buio
| Land/Region    | Auszeichnungen für Musikverkäufe (Land/Region, Auszeichnung, Verkäufe) | Verkäufe |
| -------------- | ---------------------------------------------------------------------- | -------- |
| Italien (FIMI) | Gold                                                                   | 50.000   |
| Insgesamt      | 1× Gold ·                                                              | 50.000   |

### Baby Said
| Land/Region       | Auszeichnungen für Musikverkäufe (Land/Region, Auszeichnung, Verkäufe) | Verkäufe |
| ----------------- | ---------------------------------------------------------------------- | -------- |
| Frankreich (SNEP) | Platin                                                                 | 200.000  |
| Italien (FIMI)    | Gold                                                                   | 50.000   |
| Polen (ZPAV)      | Platin                                                                 | 50.000   |
| Insgesamt         | 1× Gold · 2× Platin ·                                                  | 300.000  |

### Valentine
| Land/Region       | Auszeichnungen für Musikverkäufe (Land/Region, Auszeichnung, Verkäufe) | Verkäufe |
| ----------------- | ---------------------------------------------------------------------- | -------- |
| Frankreich (SNEP) | Gold                                                                   | 100.000  |
| Insgesamt         | 1× Gold ·                                                              | 100.000  |

## Statistik und Quellen
| Land/RegionAuszeichnungen für Musikverkäufe (Land/Region, Auszeichnungen, Verkäufe, Quellen) | Silber     | Gold       | Platin         | Diamant     | Verkäufe  | Quellen              |
| -------------------------------------------------------------------------------------------- | ---------- | ---------- | -------------- | ----------- | --------- | -------------------- |
| Australien (ARIA)                                                                            | —          | —          | 5× Platin5     | —           | 350.000   | aria.com.au          |
| Belgien (BRMA)                                                                               | —          | —          | 5× Platin5     | —           | 180.000   | ultratop.be          |
| Brasilien (PMB)                                                                              | —          | 5× Gold5   | 6× Platin6     | 3× Diamant3 | 800.000   | pro-musicabr.org.br  |
| Dänemark (IFPI)                                                                              | —          | 2× Gold2   | 3× Platin3     | —           | 255.000   | ifpi.dk              |
| Deutschland (BVMI)                                                                           | —          | 2× Gold2   | 2× Platin2     | —           | 1.200.000 | musikindustrie.de    |
| Finnland (IFPI)                                                                              | —          | Gold1      | 2× Platin2     | —           | 100.000   | Einzelnachweise      |
| Frankreich (SNEP)                                                                            | —          | 6× Gold6   | 3× Platin3     | 3× Diamant3 | 1.949.999 | snepmusique.com      |
| Griechenland (IFPI)                                                                          | —          | Gold1      | 6× Platin6     | —           | 130.000   | Einzelnachweise      |
| Irland (IRMA)                                                                                | —          | Gold1      | Platin1        | —           | 22.500    | Einzelnachweise      |
| Italien (FIMI)                                                                               | —          | 8× Gold8   | 53× Platin53   | —           | 4.055.000 | fimi.it              |
| Kanada (MC)                                                                                  | —          | 2× Gold2   | 8× Platin8     | —           | 720.000   | musiccanada.com      |
| Malaysia (RIM)                                                                               | —          | Gold1      | —              | —           | 100.000   | Einzelnachweise      |
| Mexiko (AMPROFON)                                                                            | —          | 2× Gold2   | Platin1        | Diamant1    | 580.000   | amprofon.com.mx      |
| Neuseeland (RMNZ)                                                                            | —          | 2× Gold2   | Platin1        | —           | 45.000    | radioscope.co.nz NZ2 |
| Niederlande (NVPI)                                                                           | —          | 2× Gold2   | —              | —           | 60.000    | nvpi.nl              |
| Norwegen (IFPI)                                                                              | —          | —          | 4× Platin4     | —           | 200.000   | ifpi.no              |
| Österreich (IFPI)                                                                            | —          | 2× Gold2   | 8× Platin8     | —           | 270.000   | ifpi.at              |
| Polen (ZPAV)                                                                                 | —          | 2× Gold2   | 25× Platin25   | —           | 1.060.000 | olis.pl              |
| Portugal (AFP)                                                                               | —          | Gold1      | 4× Platin4     | —           | 45.000    | Einzelnachweise      |
| Russland (NFPF)                                                                              | —          | —          | 18× Platin18   | —           | 180.000   | Einzelnachweise      |
| Schweden (IFPI)                                                                              | —          | Gold1      | 7× Platin7     | —           | 540.000   | sverigetopplistan.se |
| Schweiz (IFPI)                                                                               | —          | 3× Gold3   | Platin1        | —           | 50.000    | hitparade.ch         |
| Spanien (Promusicae)                                                                         | —          | 6× Gold6   | 5× Platin5     | —           | 450.000   | elportaldemusica.es  |
| Türkei (Mü-YAP)                                                                              | —          | 2× Gold2   | —              | —           | 50.000    | Einzelnachweise      |
| Ungarn (MAHASZ)                                                                              | —          | —          | 5× Platin5     | —           | 20.000    | slagerlistak.hu      |
| Vereinigte Staaten (RIAA)                                                                    | —          | 2× Gold2   | 5× Platin5     | —           | 6.000.000 | riaa.com             |
| Vereinigtes Königreich (BPI)                                                                 | 3× Silber3 | —          | 2× Platin2     | —           | 1.660.000 | bpi.co.uk            |
| Insgesamt                                                                                    | 3× Silber3 | 54× Gold54 | 180× Platin180 | 7× Diamant7 |           |                      |